# ترن (کورشوملییا)
ترن (به صربی: Trn) یک منطقهٔ مسکونی در صربستان است که در کورشوملیا واقع شده‌است. ترن ۳۰ نفر جمعیت دارد.